# Johann Adam Hiller
Johann Adam Hiller (25. prosince 1728, Wendisch-Ossig – 16. června 1804, Lipsko) byl německý hudební skladatel, dirigent, pedagog a muzikolog, považovaný za tvůrce singšpílu, rané formy německé opery. Pohřben je na Starém svatojánském hřbitově v Lipsku.

## Dílo
V mnoha svých operách spolupacoval s básníkem Christianem Felixem Weißem. Jako učitel prosazoval hudební vzdělání žen a k jeho žákyním patřily zpěvačky Elisabeth Maraová a Corona Schröterová. Byl kapelníkem divadelní společnosti Abela Seylera a stal se prvním kapelníkem Gewandhausu v Lipsku.